# Вугловець
Вугловець (хорв. Vuglovec) — населений пункт у Хорватії, у Вараждинській жупанії у складі міста Іванець.

## Населення
Населення за даними перепису 2011 року становило 333 осіб.
Динаміка чисельності населення поселення:

## Клімат
Середня річна температура становить 9,93 °C, середня максимальна – 24,19 °C, а середня мінімальна – -6,46 °C. Середня річна кількість опадів – 988 мм.
| Клімат поселення                              | Клімат поселення | Клімат поселення | Клімат поселення | Клімат поселення | Клімат поселення | Клімат поселення | Клімат поселення | Клімат поселення | Клімат поселення | Клімат поселення | Клімат поселення | Клімат поселення | Клімат поселення |
| Показник                                      | Січ.             | Лют.             | Бер.             | Квіт.            | Трав.            | Черв.            | Лип.             | Серп.            | Вер.             | Жовт.            | Лист.            | Груд.            |                  |
| Середній максимум, °C                         | 5,78             | 7,58             | 11,91            | 16,05            | 21,04            | 24,19            | 23,54            | 22,90            | 18,95            | 13,80            | 8,20             | 4,45             |                  |
| Середня температура, °C                       | −0,35            | 1,46             | 5,80             | 9,93             | 14,91            | 18,07            | 19,80            | 19,16            | 15,20            | 10,06            | 4,46             | 0,70             |                  |
| Середній мінімум, °C                          | −6,46            | −4,67            | −0,34            | 3,81             | 8,79             | 11,95            | 16,06            | 15,41            | 11,48            | 6,33             | 0,72             | −3,04            |                  |
| Норма опадів, мм                              | 47               | 50               | 68               | 76               | 85               | 116              | 100              | 99               | 92               | 94               | 92               | 69               |                  |
| Середньомісячна швидкість вітру, м/с          | 1.82             | 2.02             | 2.40             | 2.40             | 2.29             | 2.00             | 1.94             | 1.80             | 1.80             | 1.82             | 1.92             | 1.92             |                  |
| Середньомісячна сонячна радіація, кДж/м²·день | 4092             | 6824             | 10503            | 14828            | 18812            | 20628            | 21321            | 18577            | 13796            | 8645             | 4604             | 3261             |                  |
| --------------------------------------------- | ---------------- | ---------------- | ---------------- | ---------------- | ---------------- | ---------------- | ---------------- | ---------------- | ---------------- | ---------------- | ---------------- | ---------------- | ---------------- |
| Джерело:                                      |                  |                  |                  |                  |                  |                  |                  |                  |                  |                  |                  |                  |                  |